# Oreste Mazzia
Oreste Mazzia (Turín, Provincia de Turín, Italia, 19 de marzo de 1883 - Pettinengo, Provincia de Biella, Italia, 22 de octubre de 1918) fue un futbolista italiano. Se desempeñaba en la posición de defensa.

## Clubes
| Club           | País   | Año         |
| -------------- | ------ | ----------- |
| Juventus F. C. | Italia | 1902 - 1906 |

## Palmarés

### Campeonatos nacionales
| Título              | Club           | País   | Año  |
| ------------------- | -------------- | ------ | ---- |
| Campeonato Italiano | Juventus F. C. | Italia | 1905 |